# Ole Krarup

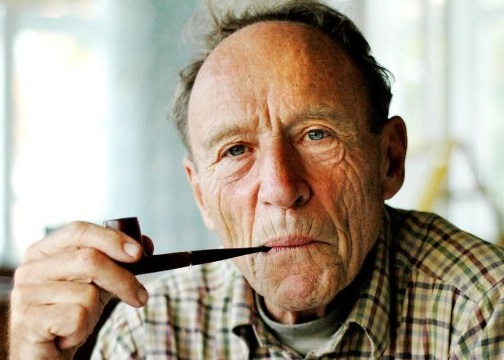
Ole Krarup

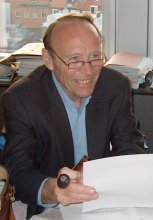
Ole Krarup.

Ole Krarup, född 17 mars 1935 i Århus, död 7 oktober 2017, var en dansk jurist och politiker. Han är sonson till Alfred Krarup och kusin till Søren Krarup.
Krarup var professor i rättsvetenskap vid Köpenhamns universitet. Han valdes 1994 in i Europaparlamentet för Folkebevægelsen mod EU. Han blev omvald 1999 och 2004. Vid årsskiftet 2006/2007 avgick han och hans plats övertogs av Søren Søndergaard.
Under sin period i Europaparlamentet var han ledamot av utskottet för rättsliga frågor och medborgarrätt, delegationen för förbindelserna med Japan, delegationen för förbindelserna med Estland, delegationen till det blandade parlamentariska utskottet EU-Estland, delegationen till den gemensamma parlamentarikerkommittén EU-Slovenien, delegationen för förbindelserna med Sydösteuropa, utskottet för medborgerliga fri- och rättigheter samt rättsliga och inrikes frågor och budgetkontrollutskottet.
Dessutom var han suppleant för utskottet för institutionella frågor, utskottet för medborgerliga fri- och rättigheter och inrikesfrågor, utskottet för rättsliga frågor och medborgarrätt, budgetkontrollutskottet, utskottet för rättsliga frågor och den inre marknaden, delegationen till den gemensamma parlamentarikerkommittén EU-Malta, utskottet för framställningar, utskottet för konstitutionella frågor och delegationen till den gemensamma parlamentariska AVS-EU-församlingen.